# Neufbosc
Neufbosc ist eine französische Gemeinde mit 403 Einwohnern (Stand: 1. Januar 2022) im Département Seine-Maritime in der Region Normandie. Sie gehört zum Arrondissement Dieppe und zum Kanton Neufchâtel-en-Bray. Die Bewohner werden Neufboscois und Neufboscoises genannt.

## Geografie
Die Gemeinde Neufbosc liegt östlich des Zentrums des Départements, ca. 30 Kilometer nordöstlich von Rouen und ca. 37 Kilometer südöstlich von Dieppe auf etwa 200 m in der Landschaft Pays de Bray. Umgeben wird Neufbosc von den Nachbargemeinden Bosc-Mesnil im Norden, Bradiancourt im Nordosten, Sainte-Geneviève im Südosten, Montérolier im Süden sowie Saint-Martin-Osmonville im Westen.

## Bevölkerungsentwicklung
| Jahr                       | 1962 | 1968 | 1975 | 1982 | 1990 | 1999 | 2007 | 2015 |
| Einwohner                  | 230  | 207  | 195  | 214  | 251  | 274  | 334  | 400  |
| Quellen: Cassini und INSEE |      |      |      |      |      |      |      |      |

## Sehenswürdigkeiten
- Kirche Saint-Jean-et-Saint-Nicolas, 1866 bis 1870 wieder errichtet